# Maksymilian Fingerchut
Maksymilian Fingerchut (ur. 11 stycznia 1891 w Warszawie, zm. 6 kwietnia 1955 w Raciborzu) – polski Żyd, inżynier górniczy, specjalista geologii, działacz, urzędnik i przedsiębiorca w dziedzinie przemysłu naftowego.

## Życiorys

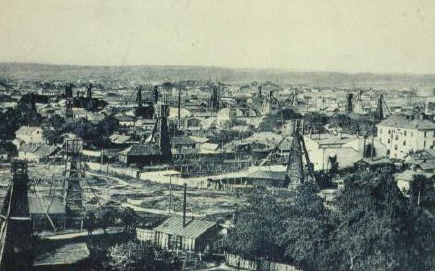
Szyby naftowe w Borysławiu

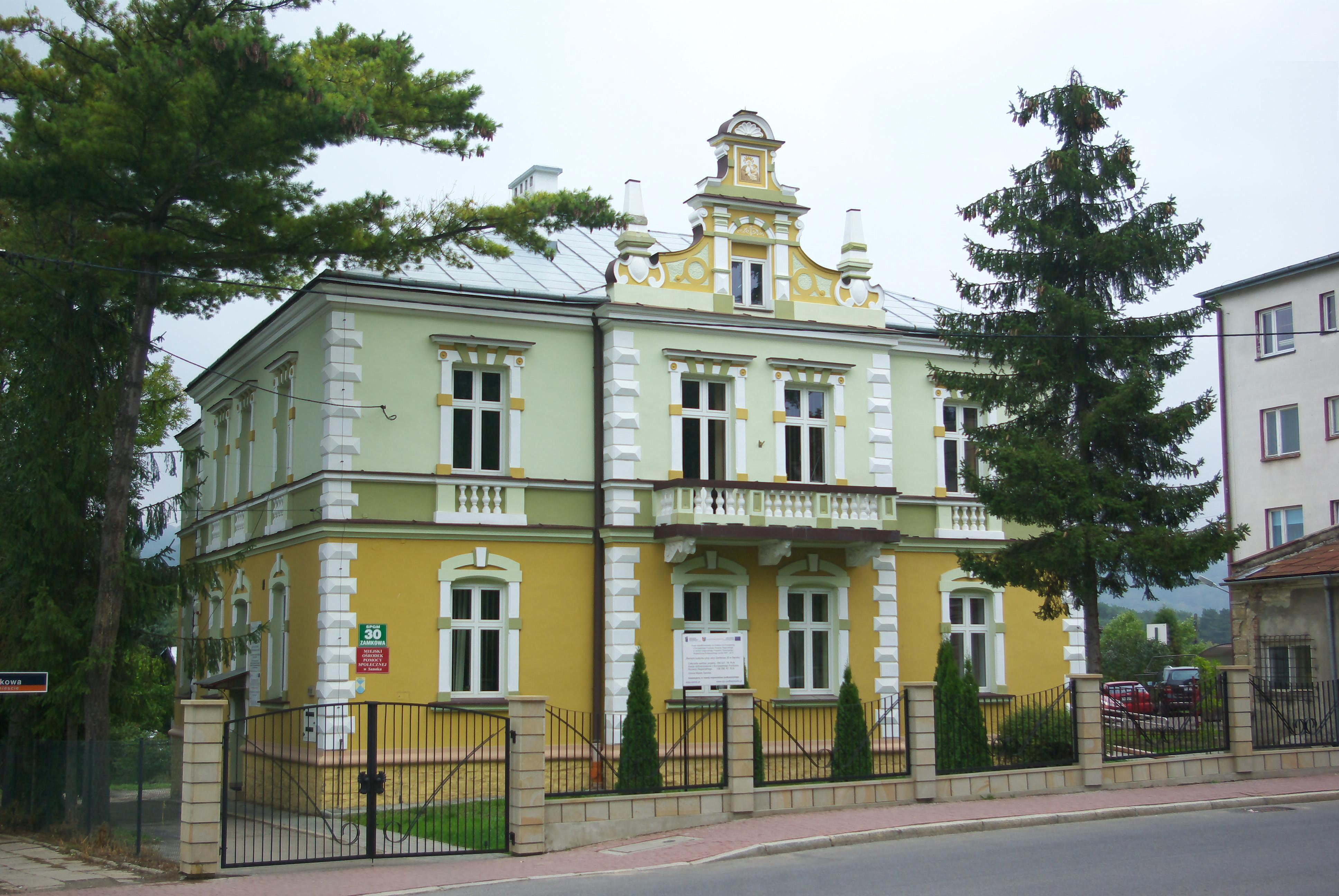
Budynek przy ul. Zamkowej 30 w Sanoku – do 1939 siedziba firmy „Grabownica. Towarzystwo Wiertnicze w Sanoku”

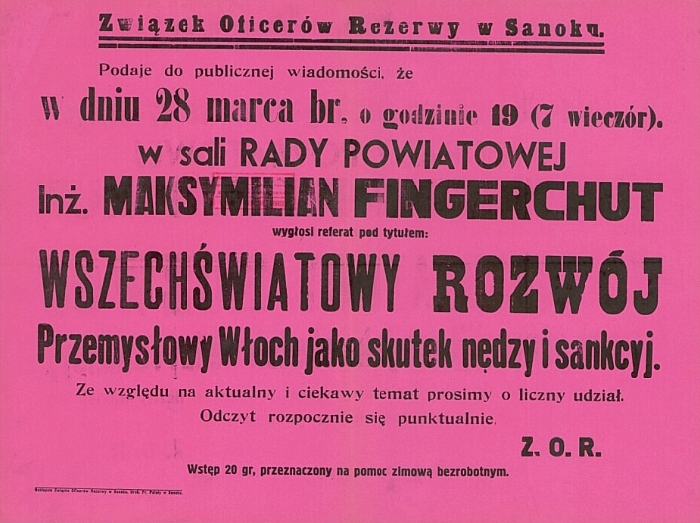
Afisz zapowiadający referat Maksymiliana Fingerchuta w Sanoku

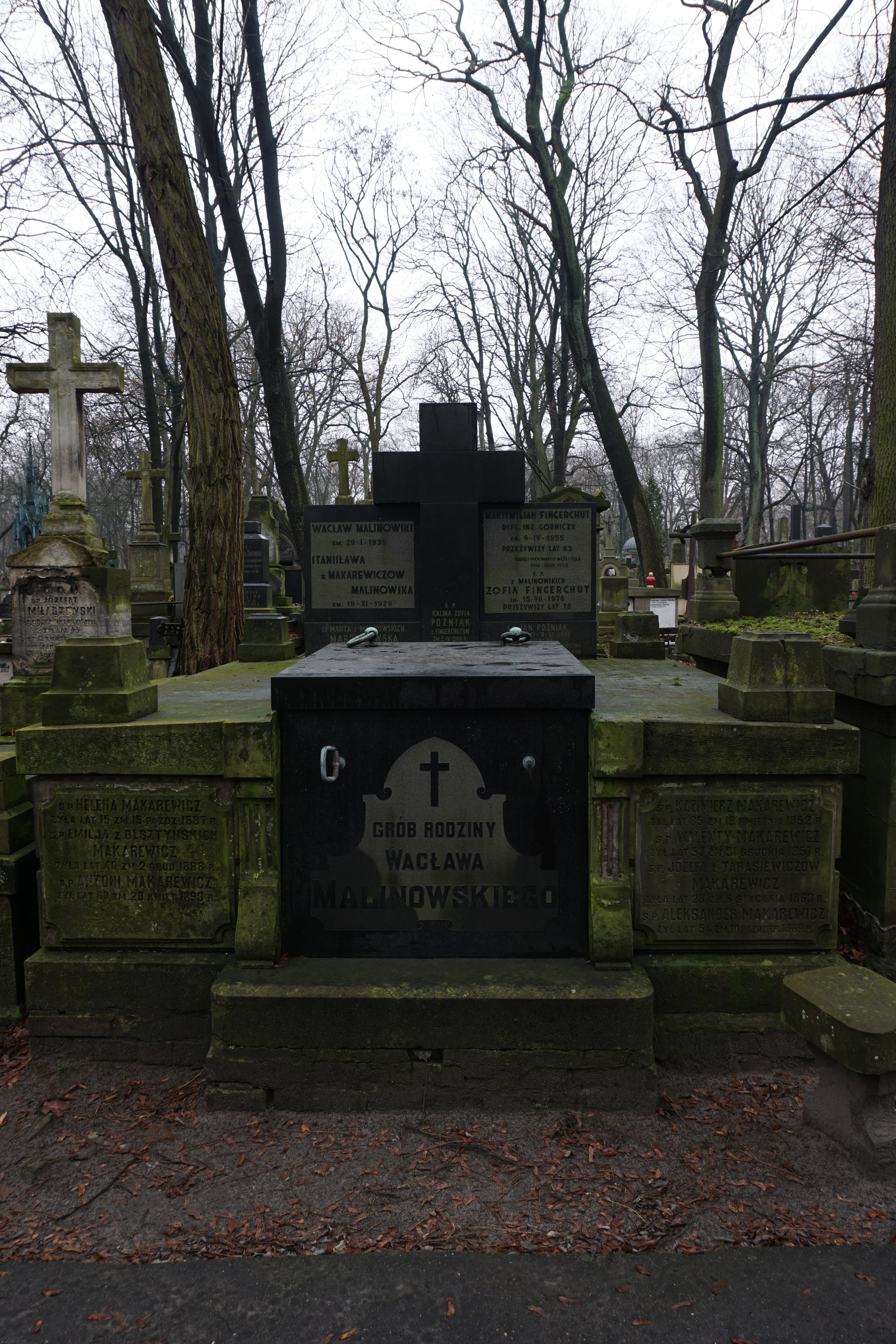
Grób Maksymiliana Fingerchuta na cmentarzu Powązkowskim

Urodził się 11 stycznia 1891. Pochodził z rodziny warszawskich przemysłowców z rodziców: Wacława (zm. 11 grudnia 1927 w Sanoku w wieku 70 lat) i Florentyny z domu Werner (zm. 11 października 1943 w Sanoku). Ukończył w 1910 z odznaczeniem gimnazjum oddział matematyczno-fizyczny Emiliana Konopczyńskiego w Warszawie. Absolwent Akademii Górniczej w Leoben z tytułem inżyniera górnictwa. W czasie studiów był aktywnym członkiem organizacji akademickiej „Czytelnia Polska”. Wybuch I wojny światowej zastał go na praktyce górniczej w Borysławiu. Razem z przyjaciółmi ze studiów: inż. Tadeuszem Gawlikiem i Włodzimierzem Marczewskim dołączył do 1 borysławskiej kompanii strzeleckiej, która 23 sierpnia 1914 wyjechała razem pociągiem do Krakowa. Wstąpił do Legionów Polskich i został przydzielony do batalionu uzupełnień 1 Pułku Piechoty. Brał udział w ciężkich walkach pod Wiślicą (bitwa pod Laskami). Podczas ciężkiego odwrotu w październiku 1914 zachorował na zapalenie płuc i stawów. Ze względu na stan zdrowia zwolniony ze służby wojskowej wrócił razem z Włodzimierzem Marczewskim w listopadzie 1914 do Leoben, aby kontynuować studia. Po studiach od 1916 praktykował w kopalniach w rejonie Gorlic. Od 1917 był zastępcą dyrektora „Marta” w miejscowości Rogi, w 1918 został dyrektorem kopalni w Harklowa, należącej do przedsiębiorstwa „Premier”. Po odzyskaniu przez Polskę niepodległości w okresie II Rzeczypospolitej był sekretarzem technicznym naczelnej dyrekcji firmy „Premier” we Lwowie, później został kierownikiem kopalni „Pontresina” w Borysławiu. Działał w Zespole Związków Pracowników Umysłowych Przemysłu Naftowego w Borysławiu. Następnie objął stanowisko dyrektora firmy „Grabownica. Towarzystwo Wiertnicze w Sanoku. Sp. z o.o.” (działającej w Grabownicy Starzeńskiej), której dyrekcja do 1939 funkcjonowała w budynku przy ul. Zamkowej 30 w Sanoku. Do tego adresu w latach 30. byli przypisani Maksymilian i Zofia Fingerchut.
Od 1919 do 1927 był członkiem zwyczajnym Polskiego Towarzystwa Politechnicznego we Lwowie. Był wieloletnim członkiem Oddziału Zachodniego Stowarzyszenia Polskich Inżynierów Przemysłu Naftowego. Był członkiem sanockiego koła Polskiego Towarzystwa Tatrzańskiego, w 1936 zasiadł w komisji rewizyjnej. Do 1939 był członkiem sanockiego gniazda Polskiego Towarzystwa Gimnastycznego „Sokół”. 27 stycznia 1935 objął funkcję I wiceprezesa zarządu oddziału Ligi Morskiej i Kolonialnej w Sanoku. Był członkiem wspierającym Katolicki Związek Młodzieży Rękodzielniczej i Przemysłowej w Sanoku.
Po wybuchu II wojny światowej i nastaniu okupacji niemieckiej był zatrudniony w przejętych przez Niemców firmach „Beskidenerdöl” i „Karpathenöl” jako dyrektor odcinka kopalń oraz kierownik kopalni w Grabownicy Starzeńskiej. Tam został aresztowany przez Niemców i 9 maja 1940 osadzony w więzieniu w Sanoku, skąd 11 maja został przekazany do Tarnowa. Opuścił areszt 22 czerwca 1940. Stamtąd – wraz z grupą ponad 700 młodych Polaków – 14 czerwca 1940 został przewieziony do obozu KL Auschwitz – był to pierwszy masowy transport do Auschwitz. Otrzymał numer obozowy 646. Został zwolniony 12 września 1941. Następnie został wywieziony i skierowany przez okupantów na roboty przymusowe w III Rzeszy w firmie „Deutsche Erdöl A. G.” w Wietze. Od 1943 ponownie pracował w „Karpathenöl” w Krośnie, przydzielony do działu produkcji. Po przejściu frontu wschodniego, zakończeniu wojny i powstaniu Polski Ludowej został mianowany na stanowisko naczelnego dyrektora technicznego Kopalnictwa Naftowego w Krośnie, a w 1946 na posadę dyrektora górniczego w Centralnym Zarządzie Przemysłu Paliw Płynnych w Krakowie, skąd został przeniesiony na stanowisko kierownika wydziału naftowo-gazowego w CZPPP w Warszawie. Następnie do 1947 pełnił funkcję radcy technicznego dla spraw przemysłu technicznego w Ministerstwie Przemysłu i Handlu w gabinecie ministra Bolesława Rumińskiego, po reorganizacjach tego ministerstwa był w nim następnie starszym inspektorem, a w 1948 został przeniesiony do Ministerstwa Górnictwa i Energetyki. Później został kierownikiem działu naukowego w Państwowym Instytucie Geologicznym. Od 1952 do 1953 był głównym geologiem w Centralnym Zarządzie Uzdrowisk w ramach Ministerstwa Zdrowia. Po zwolnieniu z tego stanowiska pracował do końca życia jako główny projektant geolog w przedsiębiorstwie „Prozamet”. Był członkiem zwyczajnym Polskiego Towarzystwa Geologicznego.
Zmarł nagle 6 kwietnia 1955 w Raciborzu. Został pochowany 12 kwietnia 1955 w grobowcu rodziny Malinowskich na cmentarzu Powązkowskim w Warszawie (kwatera 30-1-4).
Był żonaty z Zofią z Malinowskich (1900–1978). Miał trzy córki.

## Publikacje
- Nasz przemysł naftowy w obecnej chwili (1924, referat na wiecu pracowników umysłowych w Borysławiu w dniu 21 września 1924)[34]
- Organizacja obrotu materjałowego w średniem przedsiębiorstwie naftowem (1932, referat wygłoszony na zebraniu Sekcji Naukowej Organizacji Stowarzyszenia Polskich Inżynierów Przemysłu Naftowego w Borysławiu dnia 9 marca 1932 roku)
- Rozwój, organizacja i polityka światowych koncernów naftowych (1934, referat wygłoszony na VIII Zjeździe Naftowym we Lwowie w grudniu 1934 r.)
- Samoczynna eksploatacja otworu wiertniczego „Władysław” w Humniskach (1937, współautor: Zygmunt Piechorski)
- Ś. p. inż. Zygmunt Piechorski. Wspomnienie pośmiertne (1938)
- Podstawowe zagadnienia eksploatacji złóż ropnych. bc.inig.pl:8080. [zarchiwizowane z tego adresu (2015-05-26)]. (1948, oryg. niem. Grundfragen der Erdöl Förderung; tłumaczenie pracy Alfreda Mayer-Gürra[35])
- Chemia: Kurs gimnazjalny dla wydziału mechanicznego i elektrycznego. Wykłady przeznacz. dla studiujących w Państw. Technikum Korespondencyjnym. Część 2 (1950, współautor: Aleksy Rausch)
- Trzęsienia ziemi i metody ich badania (1951, współautor: Vâčeslav Francevič Bončkovskij)

## Ordery i odznaczenia
- Krzyż Niepodległości (16 marca 1937)[36][14]
- Krzyż Kawalerski Orderu Odrodzenia Polski (10 listopada 1938)[37][38]
- Złoty Krzyż Zasługi (18 maja 1946)[39]